# Macquigny
Macquigny település Franciaországban, Aisne megyében. Lakosainak száma 356 fő (2022. január 1.). Macquigny Audigny, Guise, Hauteville, Landifay-et-Bertaignemont, Mont-d’Origny, Noyales, Origny-Sainte-Benoite és Proix községekkel határos.

## Népesség
A település népességének változása:
| Lakosok száma | 515  | 393  | 346  | 394  | 373  | 381  | 376  | 366  | 361  | 356  |
|               | 1968 | 1982 | 1990 | 2006 | 2013 | 2015 | 2017 | 2019 | 2020 | 2022 |